# 秦氏莲座蕨
秦氏莲座蕨（学名：Angiopteris chingii）为觀音座蓮科觀音座蓮屬下的一个种。

## 同物異名
- Archangiopteris hokouensis Ching [Icon. Fil. Sin. 5: t. 204 (1958)]：與河口觀音座蓮（Angiopteris hokouensis ）Ching 1959 為不同物種。